# メイドはミラクル
『メイドはミラクル』は、琴の若子による日本の漫画作品。『comicキャンドール』（実業之日本社）にて、2007年Vol.47より2011年Vol.95まで連載され、掲載誌休刊に伴い最終話のみ単行本に書き下ろしされた。

## 概要
2002年に連載されていた「ふしぎvマイメイド」が掲載誌『コミックピンキィ』（オークラ出版）の休刊により未完となった為、その設定を元に登場人物を新たにして創作された。

## ストーリー
交通事故で両腕を怪我してしまった政二の元に、実家と大学の先輩から尿瓶が送られてきた。その尿瓶に触れると、メイド姿の2人の少女が突然現れた。2人はメイドの国からやってきたメイドで、お世話をさせてほしいと政二に訴えた。

## 登場人物
赤間 政二（あかま せいじ）
本作の主人公で、メイとミントの御主人。大学生でミステリー研究会というサークルに所属している。
メイ
政二のメイド見習い。ツンデレ気味。
ミント
政二のメイド見習い。以前、別の主人に仕えていた事があり、そのときの出来事がトラウマとなっている。
上野 民子（うえの たみこ）
ミステリー研究会の会長。政二に好意を持っている。
柿沢（かきざわ）
主人公が住んでいるアパートの隣人で、ミステリー研究会の先輩（但し、幽霊部員）。
ミラクル
柿沢のメイド見習い。「ふしぎvマイメイド」のヒロインで、由行の友人である大輔に仕えていた。
真田 由行（さなだ よしゆき）
ミステリー研究会の先輩。ミラクルの元御主人である大輔の友人でもある。
ネイル
由行（と由行の祖父吉右衛門）の専属メイド。ミントの姉。

## 用語
- メイド

## 書誌情報
- 琴の若子 『メイドはミラクル』 実業之日本社〈マンサンコミックス〉、全5巻
  1. xxxx年xx月xx日発行（2008年8月29日発売）、ISBN 978-4-408-17140-1
  2. xxxx年xx月xx日発行（2009年8月29日発売）、ISBN 978-4-408-17204-0
  3. xxxx年xx月xx日発行（2010年6月29日発売）、ISBN 978-4-408-17257-6
  4. xxxx年xx月xx日発行（2011年3月29日発売）、ISBN 978-4-408-17311-5
  5. 2012年1月10日発行（2011年12月27日発売）、ISBN 978-4-408-17363-4